# Fodina antemedia
Fodina antemedia är en fjärilsart som beskrevs av Embrik Strand 1919. Fodina antemedia ingår i släktet Fodina och familjen nattflyn. Inga underarter finns listade i Catalogue of Life.